# قائم مقام الفراهاني
میرزا ابوالقاسم قائم مقام فراهانی (1193 - 1251 هـ) كان رئيس الوزراء الإيراني في أوائل القرن 19 هو أديب وسياسي إيراني.
هو السيّد أبو القاسم بن عيسى بن محمّد حسن بن عيسى بن أبي الفتح ابن أبي الفخر الحسيني الفراهاني الطهراني، الملقب بقائم مقام، المتلقّبُ في شعره بثنائي. والده هو الوزير عيسى الفراهاني (ت. 1237 هـ).
ولد في نواحي مدينة آراك سنة 1193 هـ وفي سنة 1237 هـ وبعد وفاة والده تصدر للوزارة أيام السلطان فتح علي شاه القاجاري ومن ثم أدرك حكم السلطان محمد شاه القاجاري، وشغل هذا المنصب حتى وشى به أعداؤه لدى السلطان محمّد شاه، فأمر بقتله سنة 1251 هـ.

## آثاره
من آثاره: «ديوان شعر» و «الجهاديه» و «جلايرنامه» و «منشئآت قائم مقام».